# Jacquinia keyensis
Jacquinia keyensis Mez – gatunek roślin z rodziny pierwiosnkowatych (Primulaceae). Występuje naturalnie w Stanach Zjednoczonych (na Florydzie), na Bahamach, Turks i Caicos, w Haiti, na Kubie, Jamajce, Kajmanach oraz w Hondurasie.

## Morfologia
PokrójZimozielone drzewo lub krzew. Dorastające do 6 m wysokości.
LiścieBlaszka liściowa jest skórzasta i ma eliptyczny lub lancetowaty kształt. Mierzy 1–4,5 cm długości oraz 0,5–2,5 cm szerokości, jest całobrzega, ma tępą nasadę i tępy wierzchołek. Ogonek liściowy jest owłosiony i ma 5 mm długości.
KwiatyZebrane po 4–30 w gronach wyrastających niemal na szczytach pędów. Mają 5 działek kielicha o okrągławym kształcie i dorastających do 2–3 mm długości. Płatki są okrągławe i mają białą barwę oraz 6–9 mm długości. Pręcików jest 5.
OwoceJagody mierzące 9-10 mm średnicy, o niemal kulistym kształcie i czerwonopomarańczowej barwie.

## Biologia i ekologia
Rośnie na wybrzeżu, na terenach skalistych.